# Hasselbjerg
Hasselbjerg (dansk) eller Hasselberg (tysk) er en landsby og kommune beliggende nord for Kappel i det nordøstlige Angel i Sydslesvig. Administrativt hører kommunen under Slesvig-Flensborg kreds i den nordtyske delstat Slesvig-Holsten. Kommunen samarbejder på administrativt plan med andre kommuner i omegnen i Gelting Bugt kommunefællesskab (Amt Geltinger Bucht). I kirkelig henseende hører Hasselbjerg historisk under Gelting Sogn, nu Gundelsby-Masholm. Sognet lå i Kappel Herred (oprindelig Ny Herred), da området tilhørte Danmark.

## Geografi
Kommunen samarbejder på administrativt plan med nabokommunerne i Gelting Bugt kommunefællesskab (Amt Geltinger Bucht). Kommunen omfatter ved siden af byen Hasselbjerg også bebyggelser Baggeland (også Bagland, Bag Lunden tysk Baggelan), Bobæk (Bobeck), Drejet (Drecht), Eckenhöh (Egehøj, tidligere Lille Kidholm), Egebjerg (Eckberg), Engbjerg (Engberg), Eversholt (Ewersholz), Gejlbjerg (Geilberg), Gundelsby, Haberholt (Hafferholz), Gl. Hasselbjerg (Alt Hasselberg), Holm, Hyholt (Hüholz), Kidholm (på dansk også Kiholm, Kieholm), Kirsebærhøj (Kisperhy), Knorløk eller Knorlykke (Knorrlück), Markskel (Marschall), Møllemark (Mühlenfeld), Nelslyk (Neelslück), Nørremark (Norderfeld), Pugholt (Pugholz), Raaland (Radeland), Svendsholt (Schwensholz), Svakketorp (Schwackendorf), Skjelrød (Schellrott), Skilleled (Scheideheck), Strengtoft, Søndermark (Süderfeld), Vormshoved (Wormshöft) og Ulvsholt (Wulfsholz). 
Nord for landsbyen ved grænsen til Kronsgaard kommune ligger den 19 ha store fredede Færgeskov (også Færensholt, ty. Fehrenholz). Ved kidholm udspringer den lille Bobæk, som efter syv km munder ud i Gelting Nor.

## Historie
Hasselbjerg er første gang nævnt 1462. Stednavnet er afledt af hassel (angeldansk hessel). På ældre dansk findes også formen Hesselbjerg. I 1535 nævnes Haselbjerg som landsby med 6 gårde tilhørende Bukhavn gods. 1609 blev landsbyen nedlagt og omdannet til mejerigård. I 1987 rådede kommunen over et areal på 1130 ha (deraf 9 ha skov) og havde 831 indbyggere.